# New International Encyclopedia

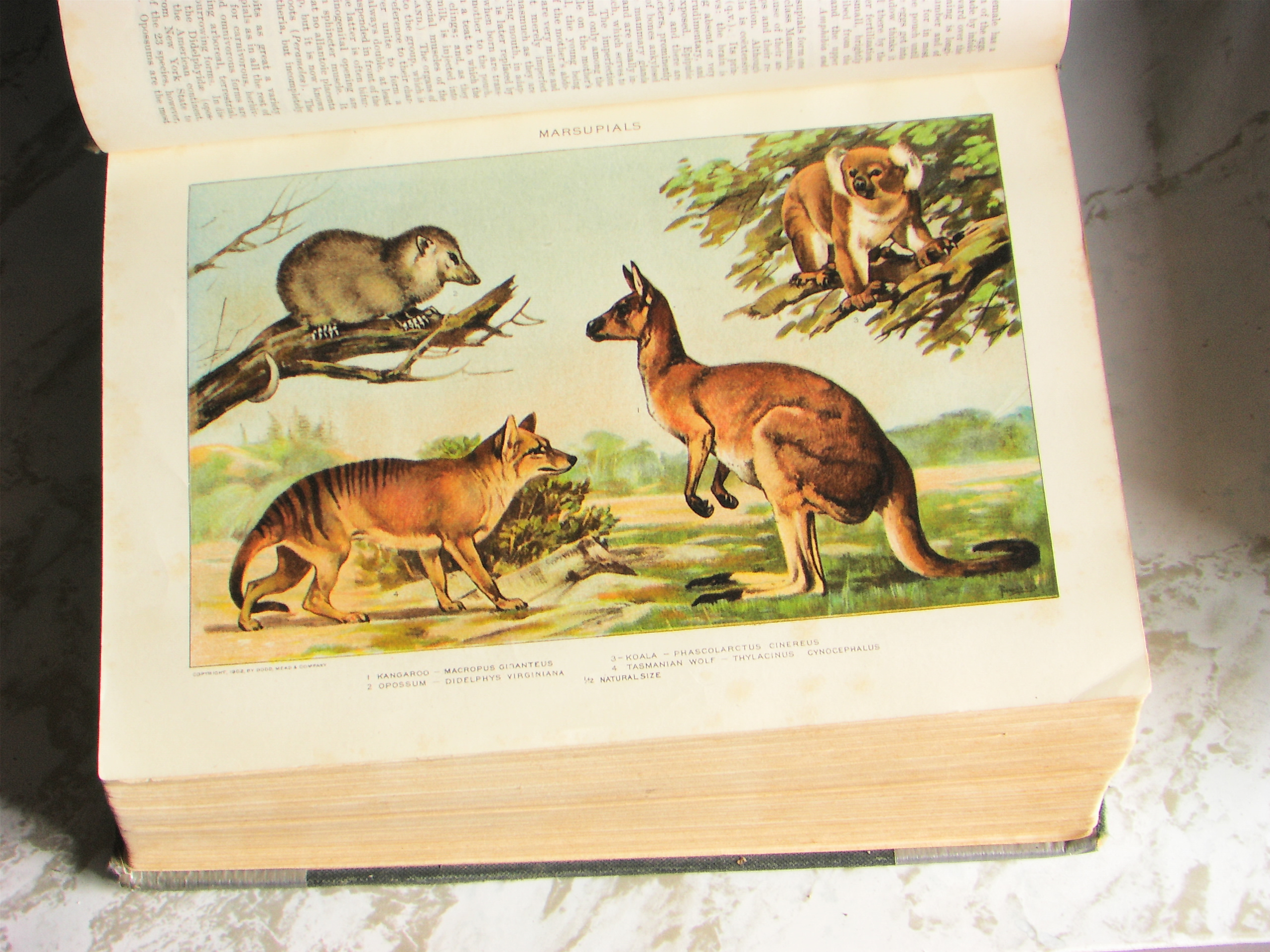
Marsupiali

La New International Encyclopedia era un'enciclopedia degli Stati Uniti d'America, pubblicata per la prima volta nel 1902 dalla casa editrice Dodd, Mead and Company di New York. Deriva dalla International Cyclopaedia ed è stata aggiornata nel 1906, 1914 e 1926.

## Storia
La International Cyclopaedia, fondata a New York nel 1884 dalla Dodd, Mead and Company,  era inizialmente per gran parte una ristampa della Alden's Library of Universal Knowledge, che a sua volta era la versione americana della Chambers's Encyclopaedia britannica, con l'aggiunta di voci di particolare interesse per i lettori americani (tra cui molte biografie di americani illustri).
Nel 1902 la casa editrice decise di cambiare nome alla International Cyclopaedia, chiamandola New International Encyclopedia. La prima edizione con il nuovo nome fu molto migliorata dalla redazione, composta tra gli altri da Harry Thurston Peck, Selim Peabody, Daniel Gilman e Frank Colby.
Nel 1906 la New International Encyclopedia è stata ampliata da 17 a 20 volumi. La 2ª edizione uscì nel 1914 in 24 volumi, con nuovo formato di stampa e completamente aggiornata. È ritenuta molto valida per le voci biografiche.
L'edizione del 1926 è stata stampata a Cambridge, Massachusetts dalla Yale University Press. La Boston Bookbinding Company di Cambridge ha prodotto le copertine. Tredici libri che racchiudono 23 volumi comprendono l'enciclopedia, che include un supplemento dopo il volume 23. Ogni libro contiene circa 1.600 pagine.
Una grande quantità di materiale biografico è presente nella New International Encyclopedia. Una prima descrizione di Adolf Hitler e delle sue attività dal 1920 al 1924 è nel supplemento all'edizione del 1926. Molti dei nomi utilizzati per descrivere l'identità scientifica di piante e animali sono diventati ormai obsoleti.
Sono incluse numerose mappe a colori che mostrano le nazioni, stati federati, colonie e protettorati che esistevano all'inizio del ventesimo secolo. Le mappe sono utili per le loro raffigurazioni dei confini nazionali e coloniali in Europa, Asia e Africa, al momento della prima guerra mondiale. Disegni, illustrazioni e fotografie sono abbondanti.

## Collaboratori e ufficio di redazione
La redazione della New International Encyclopedia era composta da più di 500 autori e studiosi, tra cui diverse donne, oltre a diversi collaboratori esterni. 
Redattori della prima edizione
- Daniel Coit Gilman, LL.D. - "Master Doctor of Law", presidente della Johns Hopkins University (1876–1901), presidente della Carnegie Institution.
- Harry Thurston Peck, Ph.D. (doctor of philosophy), L.H.D. (Dottore in scienze umane, in latino Litterarum Humaniorum Doctor)
- Frank Moore Colby, M. A. (latino Magister Artium), già professore della New York University.

Redattori della seconda edizione
- Frank Moore Colby, M. A.
- Talcott Williams, LL.D., L.H.D., Litt. D. (Dottore in letteratura) Direttore della Scuola di Giornalismo, Columbia University.

## Volumi digitalizzati online
| Vol. | Wikisource (incompleta) | Voci                               |
| ---- | ----------------------- | ---------------------------------- |
| 1    | WS 1                    | A - Aristogoras                    |
| 2    | WS 2                    | Aristarchus - Bessières            |
| 3    | WS 3                    | Bessus - Cairns                    |
| 4    | WS 4                    | Cairo - Classification of Ships    |
| 5    | WS 5                    | Classis - Da Vinci                 |
| 6    | WS 6                    | Davioud - Ellery                   |
| 7    | WS 7                    | Ellesmere - Fontanel               |
| 8    | WS 8                    | Fontanes - Goethe                  |
| 9    | WS 9                    | Goethite - Heritable Jurisdictions |
| 10   | WS 10                   | Herjulfson - Ishpeming             |
| 11   | WS 11                   | Ishtar - Latitudinarians           |
| 12   | WS 12                   | Latium - Manna                     |
| 13   | WS 13                   | Manna-Croup - Morganitic Marriage  |
| 14   | WS 14                   | Morgan City - Omul                 |
| 15   | WS 15                   | Ona - Pickering                    |
| 16   | WS 16                   | Pickersgill - Reid                 |
| 17   | WS 17                   | Reifferscheid - Servian Wall       |
| 18   | WS 18                   | Service-berry - Tagus              |
| 19   | WS 19                   | Taharka - Vampire                  |
| 20   | WS 20                   | Van - Zyrians                      |

| Volume  | Anno | Voci                     |
| ------- | ---- | ------------------------ |
| Vol.3   | 1914 | Bazaine - Brock          |
| Vol. 4  | 1914 | Brockelmann - Chaeremon  |
| Vol. 5  | 1914 | Chæronia - Consuelo      |
| Vol. 6  | 1914 | Consul - Didymograptus   |
| Vol. 8  | 1914 | Enteritis - Foraker      |
| Vol. 10 | 1914 | Glacial - Havre de Grace |
| Vol. 12 | 1914 | Imaginary - Jouy         |
| Vol. 13 | 1914 | Jovanovich - Leprohon    |
| Vol. 17 | 1914 | Newfoundland - Panjab    |
| Vol.20  | 1914 | Riggs - Shilluck         |
| Vol. 21 | 1914 | Shiloh - Tarsus          |
| Vol. 22 | 1914 | Tartaglia - Valiant      |
| Vol. 24 | Sup  | Abbe - Lyons             |
| Vol. 25 | Sup  | Municipal - Zweig        |